# Епархия Сан-Хосе-дель-Гуавьяре

Герб епархии Сан-Хосе-дель-Гуавьаре

Епархия Сан-Хосе-дель-Гуавьаре (лат. Dioecesis Sancti Iosephi a Guaviare) — епархия Римско-Католической церкви с центром в городе Сан-Хосе-дель-Гуавьяре, Колумбия. Епархия Сан-Хосе-дель-Гуавьяре входит в митрополию Вильявисенсио. Кафедральным собором епархии Сан-Хосе-дель-Гуавьяре является церковь святого Иосифа.

## История
19 января 1989 года Римский папа Иоанн Павел II выпустил буллу «Tum novas utile», которой учредил апостольский викариат Сан-Хосе-дель-Гуавьяре, выделив её из апостольской префектуры Миту (сегодня — Апостольский викариат Миту).
29 октября 1999 года Римский папа Иоанн Павел II издал буллу «Inter cetera», которой преобразовал апостольский викариат Сан-Хосе-дель-Гуавьаре в епархию. В этот же день епархия Сан-Хосе-дель-Гуавьяре вошла в митрополию Боготы.
3 июля 2004 года епархия Сан-Хосе-дель-Гуавьяре вошла в митрополию Вильявисенсио.

## Ординарии епархии
- епископ Belarmino Correa Yepes, M.X.Y. (19.01.1989 — 17.01.2006);
- епископ Guillermo Orozco Montoya (17.01.2006 — 2.02.2010) — назначен епископом Гирардота;
- епископ Francisco Antonio Nieto Súa (2.02.2011 — по настоящее время).

## Источник
- Annuario Pontificio, Libreria Editrice Vaticana, Città del Vaticano, 2003, ISBN 88-209-7422-3
- Булла Tum novas utile  (лат.)
- Булла Inter cetera  (лат.)